# 納麟
纳麟（1281年—1359年），元朝大臣，河西唐兀人，高智耀之孙，高睿之子。元顺帝时中书平章政事。
元成宗大德元年（1297年）入宫宿卫。大德十年（1306年），担任中书舍人。历任宗正府郎中、河南廉访司事。元仁宗延祐初年，拜监察御史。延祐四年（1317年），调任刑部员外郎，后来出任湖南、湖北肃政廉访使。元文宗天历二年（1329年），转任江西廉访使，在南昌开仓赈济灾民。当时平章政事把失忽都贪污不法，被他弹劾罢官。元顺帝元统初年，担任江南行台治书侍御史，转任江南行台御史中丞。至元元年（1335年），入朝为中书平章政事，同知枢密院事。至正三年（1343年），出任河南行省平章政事。至正四年（1344年），再次入朝为中书平章政事。至正七年（1347年），担任御史大夫，不久被弹劾罢免，居住在姑苏。至正十二年（1352年），红巾军起义爆发，纳麟以江南行台御史大夫，兼太尉，总制江浙、江西、湖广三省军马，驻防集庆路（今江苏省南京市）。至正十三年（1353年），纳麟退隐。至正十六年（1356年），纳麟再任江南行台御史大夫，后来奉旨回到大都，最后在通州病故。

## 延伸阅读
[在维基数据编辑]
 《元史/卷142》，出自宋濂《元史》
 《新元史/卷156》，出自柯劭忞《新元史》